# Seznam mest v Gruziji
Seznam mest v Gruziji. 
- Ahalkalaki
- Ahalcihe
- Ahmeta
- Ambrolauri
- Batumi
- Bolnisi
- Bordžomi
- Čiatura
- Dušeti
- Gagra
- Gori
- Gudauta
- Džava
- Džvari
- Kobuleti
- Kutaisi
- Kazreti
- Hašuri
- Kvareli
- Lagodehi
- Marneuli
- Mcheta
- Ninocminda
- Očamčire
- Ozurgeti
- Pasanauri
- Poti
- Rustavi
- Samtredia
- Senaki
- Šuahevi
- Suhumi
- Supsa
- Tbilisi
- Telavi
- Tetrickaro
- Tianeti
- Tkibuli
- Tkvarčeli
- Chinvali
- Calka
- Citeli-Ckaro
- Cnori
- Vale
- Vani
- Zugdidi

## Največja gruzijska mesta po štetju prebivalcev leta 2008 so
- Tbilisi- 1.131.618 prebivalcev (glavno mesto Gruzije)
- Kutaisi- 196.939 prebivalcev
- Batumi- 122.094 prebivalcev
- Rustavi- 121.272 prebivalcev
- Sugolidi- 84.563 prebivalcev
- Poti- 47.929 prebivalcev
- Gori- 47.502 prebivalcev
- Suhumi- 41.222 prebivalcev
- Chinvali- 34.763 prebivalcev (glavno mesto Južne Osetije)
- Samtredia- 30.005 prebivalcev
- Senali- 29.846 prebivalcev
- Čiatura- 29.258 prebivalcev
- Sestapni- 25.399 prebivalcev
- Telavi- 20.934 prebivalcev
- Marneuli- 20.065 prebivalcev